# 流苏子
流苏子（学名：Coptosapelta diffusa）为茜草科流苏子属下的一个种，在香港被發現。